# Chiesa di Santa Lucia (Savignano sul Rubicone)
La chiesa collegiata di Santa Lucia è la parrocchiale di Savignano sul Rubicone, in provincia di Forlì-Cesena e diocesi di Rimini; fa parte del vicariato di Savignano-Santarcangelo.

## Storia
L'origine della primitiva chiesa di Savignano è da ricercarsi nella fondazione del castello di quel paese, avvenuta il 13 dicembre 1359. In quell'occasione venne edificata pure una chiesetta dedicata alla martire Santa Lucia. Detta chiesetta fu sostituita nel 1494 da una più grande con l'abside rivolta ad est situata in quell'area attualmente chiamata Piazza Borghesi. All'inizio del XVIII secolo questa chiesa era diventata ormai insufficiente a soddisfare le esigenze della popolazione e nel 1726 il vescovo diede il permesso di demolirla. Il parroco don Giovan Tommaso Graziani affidò il progetto della nuova chiesa a Gerolamo Theodoli ma morì nel 1731 prima che potessero iniziare i lavori. Il successivo arciprete don Giovanni Battista Mancini s'interessò subito alla questione e la prima pietra del nuovo edificio fu posta il 23 giugno 1732. Il progetto originario venne modificato dal capomastro Cristoforo Branzanti, che supervisionò la costruzione della chiesa sino al 1740; in quell'anno i lavori subirono un'interruzione, per poi riprendere successivamente sotto la direzione di Giuliano Cupioli, che a sua volta modificò il progetto. La nuova parrocchiale fu terminata nel 1749 ed aperta al culto il 12 giugno di quello stesso anno. La torre campanaria venne eretta nel XX secolo.